# Urodus cumulata
Urodus cumulata is een vlinder uit de familie van de Urodidae. De wetenschappelijke naam van de soort is voor het eerst geldig gepubliceerd in 1914 door Walsingham.